# Dalechampia albibracteosa
Dalechampia albibracteosa är en törelväxtart som beskrevs av Henry Hurd Rusby. Dalechampia albibracteosa ingår i släktet Dalechampia och familjen törelväxter. Inga underarter finns listade i Catalogue of Life.